# Riz Ortolani

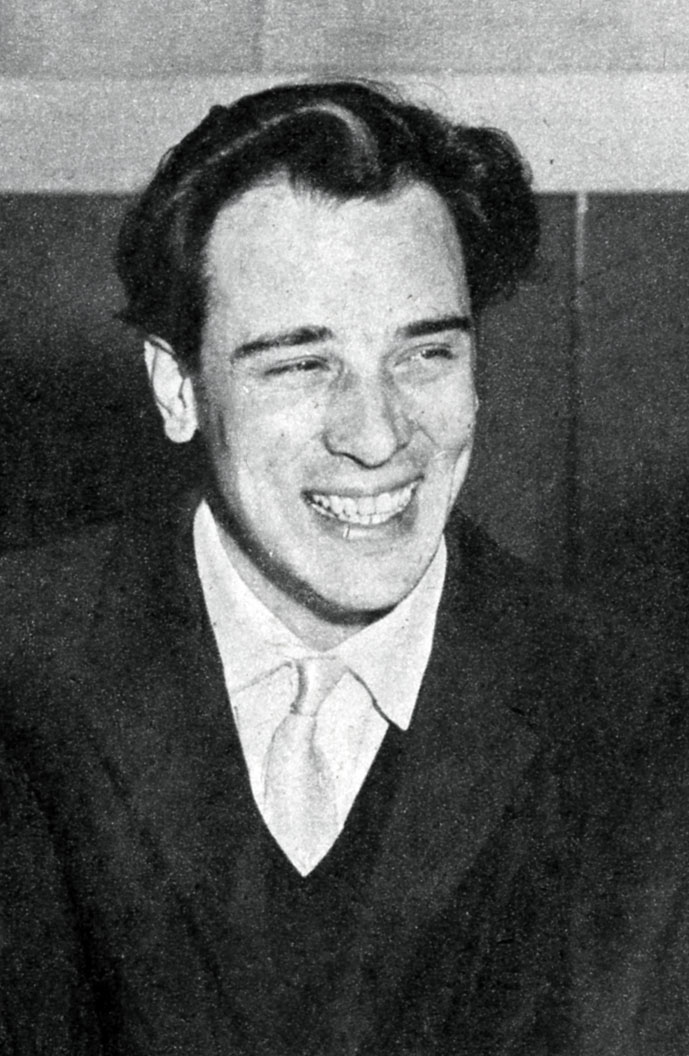
Riz Ortolani

Riziero Ortolani (* 25. März 1926 in Pesaro; † 23. Januar 2014 in Rom) war ein italienischer Filmkomponist.

## Biografie
In den frühen 1950er-Jahren war Ortolani Gründer und Kopf einer in Italien sehr populären Jazzband.
1962 schrieb er zusammen mit Nino Oliveiro seine erste Filmmusik für Paolo Cavaras und Gualtiero Jacopettis Pseudo-Dokumentarfilm Mondo Cane. Der Titelsong More wurde ein Welthit, gewann 1963 den Grammy und wurde 1964 für den Oscar in der Sparte Best Song nominiert. Damit war der Grundstein für eine Reihe von Filmen für Hollywood gelegt. Ein weiterer Welthit wurde die Titelmusik aus dem brasilianischen Film Viva Cangaceiro (Regie Giovanni Fago, 1970).
In Europa schrieb Ortolani unter anderem Filmmusiken für verschiedene Italowestern, unter anderem für die beiden Tonino-Valerii-Filme Sie verkaufen den Tod und Der Tod ritt dienstags, dessen Score von Quentin Tarantino in seinem Racheepos Kill Bill teilweise erneut verwendet wurde. Deutsche Kinobesucher kennen seine Musik auch aus den Filmen Flying Clipper, Ein Kampf um Rom und aus dem teuersten aller Karl-May-Filme Old Shatterhand, für den er sogar einen Chor einsetzen durfte. Ortolani schrieb auch die Musik für die deutsch-italienischen Gialli Das Geheimnis des gelben Grabes und Das Rätsel des silbernen Halbmonds sowie für die erste Staffel der Thriller-Serie Allein gegen die Mafia.
2004 erhielt Ortolani für sein Lebenswerk den Preis „Pippo Barzizza“.
Er war mit der Sängerin Katyna Ranieri verheiratet, für die er auch einige Lieder schrieb. 2007 hatte sein Musical Il principe della gioventù Premiere.

## Filmografie (Auswahl)
- 1962: Flying Clipper – Traumreise unter weißen Segeln
- 1962: Mondo Cane (Mondo Cane)
- 1962: Ursus im Tal der Löwen (Ursus nella valle dei leoni)
- 1962: Verliebt in scharfe Kurven (Il sorpasso)
- 1963: Abrechnung in Veracruz (El sabor de la venganza)
- 1963: Das Schloß des Grauens (Le vergine di Norimberga)
- 1964: Beim siebten Morgengrauen (The 7th Dawn)
- 1964: Danza macabra
- 1964: Der gelbe Rolls-Royce (The Yellow Rolls-Royce)
- 1964: Gesetz der Bravados (Brandy, el sheriff de Losatumba)
- 1964: Old Shatterhand
- 1964: Die 7 aus Texas (Antes llega la muerte)
- 1965: Die glorreichen Reiter (The Glory Guys)
- 1965: Das Geheimnis der drei Dschunken
- 1966: Gefahr im Tal der Tiger (Maya)
- 1966: Africa Addio (Africa addio)
- 1966: Geh ins Bett, nicht in den Krieg (Non faccio la guerra, faccio l‘amore)
- 1966: Gemini 13 – Todesstrahlen auf Kap Canaveral (Operazione Goldman)
- 1966: Mögen sie in Frieden ruh’n (Requiescant)
- 1967: Die letzte Rechnung zahlst du selbst (Al di là della legge)
- 1967: Der Tod ritt dienstags (I giorni dell'ira)
- 1967: Siebenmal lockt das Weib (Woman Seven Times)
- 1968: Die Banditen von Mailand (Banditi a Milano)
- 1968: Hausfreunde sind auch Menschen (The Bliss of Mrs. Blossom)
- 1968: Kampf um Rom
- 1968: Lady Hamilton – Zwischen Schmach und Liebe
- 1968: Schlacht um Anzio (Anzio)
- 1969: Nackt über Leichen (Una sull’altra)
- 1969: La notte dei serpenti
- 1970: Das Mädchen Julius (La ragazza di nome Giulio)
- 1970: Django – Die Nacht der langen Messer (Ciakmull)
- 1970: Die Gräfin und ihr Oberst (The Adventures of Gerard)
- 1970: Ausbruch der 28 (The MacKenzie Break)
- 1970: Madron
- 1971: Addio, Onkel Tom! (Addio zio Tom)
- 1971: Der Clan, der seine Feinde lebendig einmauert (Confessione di un commissario di polizia al procuratore della repubblica)
- 1971: Dracula im Schloß des Schreckens (Nella stretta morsa del ragno)
- 1971: Leise weht der Wind des Todes (The Hunting Party)
- 1971: Das nackte Cello (Il merlo maschio)
- 1972: Bruder Sonne, Schwester Mond (Fratello sole, sorella luna)
- 1972: Das Geheimnis des gelben Grabes (L'etrusco uccide ancora)
- 1972: Quäle nie ein Kind zum Scherz (Non si sevizia un paperino)
- 1972: Das Rätsel des silbernen Halbmonds (Sette orchidee macchiate di rosso)
- 1972: Sie verkaufen den Tod (Una ragione per vivere e una per morire)
- 1973: Le guerriere dal seno nudo
- 1973: Sieben Tote in den Augen der Katze (La morte negli occhi del gatto)
- 1974: Warum mußte Staatsanwalt Traini sterben? (Perché si uccide un magistrato)
- 1977: Casanova & Co.
- 1977: Blutiger Zahltag (La ragazza del pigiama giallo)
- 1978: Tornado (Cyclone)
- 1978: Orgie des Todes (Enigma rosso)
- 1979: Das Geheimnis der eisernen Maske (The 5th Musketeer)
- 1980: Nackt und zerfleischt (Cannibal Holocaust)
- 1980: Die tödliche Warnung (L'avvertimento)
- 1980: Der Schlitzer (La casa sperduta nel parco)
- 1981: Gefährliche Zeugen (Cappotto di legno)
- 1981: Die zwei Gesichter einer Frau (Fantasma d'amore)
- 1982: Das Mädchen von Triest (La ragazza di Trieste)
- 1984: Allein gegen die Mafia (La Piovra)
- 1985: Christopher Columbus (Christopher Columbus)
- 1990: Killer-Krokodil II – Die Mörderbestie (Killer crocodile II)
- 1991: Michelangelo – Genie und Leidenschaft (A Season of Giants)
- 1991: Paprika – Ein Leben für die Liebe (Paprika)
- 1992: Racheengel (L’angelo con la pistola)